# Nouran Gohar
Nouran Ahmed Gohar (* 30. September 1997 in Kairo) ist eine ägyptische Squashspielerin.

## Karriere
Nouran Gohar wurde 2014 in Windhoek nach einer Vier-Satz-Niederlage gegen Habiba Mohamed Vizeweltmeister bei den Juniorinnen. Im Jahr darauf erreichte sie erneut das Endspiel. In diesem traf sie ein weiteres Mal auf Habiba Mohamed, die sie mit 3:1 besiegte und damit Weltmeisterin wurde. Bereits seit 2011 ist sie auf der PSA World Tour aktiv und gewann bislang 36 Titel. Bei der Weltmeisterschaft 2015 erreichte sie erstmals das Halbfinale, in dem sie Nour El Sherbini in drei Sätzen unterlag. 2016 gelang ihr bei der Junioren-Weltmeisterschaft, nunmehr als Nummer fünf der Welt, ohne Satzverlust die Titelverteidigung. Kurz darauf, im September 2016, erreichte sie ihre beste Platzierung in der Weltrangliste mit Rang vier. Im November stieg sie auf Rang drei. Mit der ägyptischen Nationalmannschaft wurde sie 2016, 2018 und 2022 Weltmeisterin. Zum Jahreswechsel 2017 belegte sie erstmals Rang zwei der Weltrangliste. 2017 wurde sie auch erstmals ägyptische Landesmeisterin. Ein zweiter Titelgewinn gelang ihr 2021.
Zum 1. Juli 2020 übernahm sie, nach dem sofortigen Rücktritt der bisherigen Nummer eins der Welt, Raneem El Weleily, die Führung in der Weltrangliste, die sie bis Oktober 2020 behielt. Im Juli 2021 erreichte sie erstmals das Finale der Weltmeisterschaft, in dem sie Nour El Sherbini in vier Sätzen unterlag. Auch im Jahr darauf gelang ihr der Finaleinzug bei der Weltmeisterschaft, musste sich jedoch abermals Nour El Sherbini in vier Sätzen geschlagen geben. Auch 2022/23 stand sie im Finale der Weltmeisterschaft gegen Nour El Sherbini und hatte dieses Mal in drei Sätzen das Nachsehen. In ihrem vierten Aufeinandertreffen in einem Weltmeisterschaftsfinale hintereinander setzte sich Gohar 2023/24 gegen El Sherbini in vier Sätzen und wurde erstmals Weltmeisterin. Zwischen 2021 und 2025 gewann Gohar viermal die PSA Squash Tour Finals.
Gohar ist mit dem Fechter Ziad El-Sissy verheiratet.

## Erfolge
- Weltmeisterin: 2023/24
- Weltmeisterin mit der Mannschaft: 3 Titel (2016, 2018, 2022)
- Gewonnene PSA-Titel: 36
- 9 Monate und 75 Wochen Weltranglistenerste
- Ägyptische Meisterin: 3 Titel (2017, 2021, 2022)